# Петров, Сергей Викторович (связист)
Серге́й Ви́кторович Петро́в (род. 15 июня 1971, Казань, РСФСР) — российский медиаменеджер и общественный деятель. На протяжении 20 лет проработал в структурах «СТС Медиа». Возглавлял ряд общественных организаций, в том числе Национальную ассоциацию телерадиовещателей, Медиа-коммуникационный союз, АНО «Институт развития интернета». Петров — член экспертного совета комитета Государственной думы по информационной политике, информационным технологиям и связи, входит в Совет по развитию цифровой экономики, а также в Совет по реализации государственной политики в сфере защиты семьи и детей при Совете Федерации.

## Биография
В 1994 году Сергей Петров окончил казанского авиационного института им. А. Н. Туполева по специальности «оптическое и оптико-электронное приборостроение», ему была присвоена квалификация «инженер оптик-конструктор».
В 1995 году Сергей Петров начал работать в структурах «СТС Медиа», возглавив канал «СТС» в Казани («6 канал») в должности генерального директора. После последовательно занимал позиции директора департамента новых станций и развития приоритетных станций, директора департамента развития сети и внешних связей и директора департамента продаж СТС.
C 2002 по 2006 годы Петров занимал позицию заместителя гендиректора СТС, с 2005 году совмещал её с позицией заместителя гендиректора телеканала «Домашний». В 2006 году он возглавил компании «СТС-Регион» и «Марафон-ТВ». При нём «СТС-Регион» расширила сеть вещания с 30 до 100 городов. В 2008 году стал заместителем гендиректора холдинга «СТС Медиа» по региональному развитию. Одновременно работал как заместитель генеральных директоров ЗАО «СТС», ЗАО «Новый канал» (ТК «Домашний»), ЗАО «ТВ Дарьял» и генеральный директор ЗАО «СТС-Регион». С сентября 2012 года он стал отвечать и за вещание в странах СНГ и развитие международных версий каналов «СТС Медиа».
С мая 2016 года занимал должность гендиректора Индустриального комитета по телеизмерениям (ИКТ), одновременно до декабря того же года занимая должность замглавы «СТС Медиа». С января 2017 Петров продолжил сотрудничество с «СТС Медиа» на позиции советника гендиректора.
Также в декабре 2017 года Сергей Петров приобрел 49,5 % ООО «Бианка-медиа», став совладельцем ряда тематических телеканалов, включая российские версии National Geographic и Fox, CandyMan и Candy TV, а также Travel and Adventure.

## Участие в общественных организациях, советах и комитетах
В 2010 году Сергей Петров был избран вице-президентом и членом правления Национальной ассоциации телерадиовещателей (НАТ).
В 2012 году Петров вошёл в состав экспертного совета по массовым коммуникациям при Роскомнадзоре.
5 декабря 2013 стал президентом некоммерческого партнерства «Медиа-Коммуникационный Союз» (Союз «МКС»), которые создали ведущие российские телекоммуникационные и медиа-компании. «МКС» стала известна своими предложеняями запретить протокол UDP для борьбы с торрент-трекерами и участием в разработке принятых законов об ограничениях на владение иностранцами онлайн-кинотеатрами и регулировании деятельности мессенджеров. Петров также курировал деятельность подгруппы «Интернет + медиа» в составе рабочей группы Администрации президента РФ по использованию сети Интернет в экономике.
В мае 2016 года Петров возглавил Ассоциацию телевещателей и профессионалов рекламной индустрии «Индустриального комитета по телеизмерениям» (ИКТ) и пробыл в должности генерального директора до августа 2017.
5 декабря 2017 года Сергей Петров был назначен генеральным директором АНО «Институт развития интернета», сменив в должности Германа Клименко. 15 ноября 2019 года был избран председателем правления ИРИ, а на посту генерального директора его заменил Антон Ключкин. Заявлено, что Попов будет заниматься стратегией развития организации и вопросами взаимодействия с индустриальными игроками и госструктурами
.
Петров — член экспертного совета комитета Государственной думы по информационной политике, информационным технологиям и связи, входит в Совет по развитию цифровой экономики (с 1 августа 2018 года), а также в Совет по реализации государственной политики в сфере защиты семьи и детей при Совете Федерации (с 19 ноября 2018 года). 
Сергей Петров состоит в Академии Российского телевидения, участвует в жюри профессиональных телевизионных конкурсов — ТЭФИ, ТЭФИ-Регион, «Герой нашего времени» (с 2007 года). Кроме того, с 26 января 2018 года Сергей Петров является председателем совета Координационного центра доменов. RU/.РФ.

## Награды
- В 2010 году Сергей Петров был награждён почетной грамотой Министра связи и массовых коммуникаций Российской Федерации «За особые заслуги в развитии Российского телевидения»[4];
- Премия «Медиа-менеджер России 2012» в номинации «Медиа-холдинги» «За создание высокорентабельной группы региональных активов СТС Медиа»[4];
- Премия «Медиа-менеджер России 2015» в номинации «За вклад в развитие отрасли» деятельность МКС[4][16];
- Премия «Медиа-менеджер России России 2017» в номинации «За вклад в развитие отрасли» деятельность ИКТ[4][17].